# Desi Lydic
Lani Desmonet "Desi" Lydic (Louisville, 30 de junho de 1981) é uma comediante e atriz estadunidense.
Desi iniciou sua carreira em 2001 no filme Not Another Teen Movie. Depois, ela apareceu em outros filmes como We Bought a Zoo, The Babymakers e Stan Helsing. Ela interpretou a orientadora Valerie Marks na série de comédia dramática adolescente Awkward., da MTV, e uma lésbica na série de paródias The Real Wedding Crashers e em um episódio de Good Luck Charlie.